# Credo ut intelligam
Credo ut intelligam (lateinisch ich glaube, damit ich erkennen kann) ist eine Kurzformulierung für ein theologisch-philosophisches Programm von Anselm von Canterbury (1033–1109), mit dem er den Glauben rational begründen will, ohne dabei diese Begründung zur Bedingung für den Glauben zu machen.

## Kontext und Interpretation
Credo ut intelligam ist in Anlehnung und Kontrast zum theologischen Ansatz credo quia absurdum („ich glaube, weil es widersinnig ist“) formuliert (der früher Tertullian oder Augustin zugeschrieben wurde) und setzt einen ähnlichen Ansatz Augustins fort (Credimus, ut cognoscamus, „wir glauben, um zu erkennen“). Anselms Programm credo, ut intelligam ist grundlegend für die Scholastik geworden.
Die Schrift Proslogion, in der Anselm dieses Programm aufstellt, enthält philosophisch-theologisch argumentierende Teile wie auch Abschnitte in Gebetsform. Ausgangspunkt des Werkes ist aber das berühmt gewordene unum argumentum („das eine Argument“), mit dem Anselm zu beweisen sucht,

“quia deus vere est, et quia est summum bonum nullo alio indigens, et quo omnia indigent ut sint et ut bene sint, et quaecumque de divina credimus substantia.”

„dass Gott wahrhaft ist, und dass er das höchste Gute ist, das keines anderen bedarf und dessen alles bedarf, um zu sein und gut zu sein, und was auch immer wir von der göttlichen Wesenheit glauben.“

In den Kapiteln 2 bis 4 legt er dann den sogenannten ontologischen Gottesbeweis dar, bei dem es sich um das gesuchte eine Argument handelt.
Dabei betont Anselm eine starke Einheit von Glauben und menschlicher Vernunft. Die Vernunft ist dabei eine Wahrheitsquelle neben anderen. Es wird noch kein theologischer Rationalismus oder eine natürliche Theologie wie in der Neuzeit als Erkenntnisquelle gegen bzw. neben den Schriftglauben gestellt, sondern umgekehrt wird der Glaube um die Vernunft bereichert.
Die vom Glauben beschenkte Vernunft sucht nach Einsicht und Begründung, aber es liegt damit noch kein Zweifel am Glauben vor, wie etwa bei der Formulierung des ontologischen Gottesbeweises bei Descartes.
Das vollständige Zitat aus dem Proslogion lautet:

“Neque enim quaero intelligere ut credam, sed credo ut intelligam.”

„Denn ich suche nicht zu {erkennen, begreifen, verstehen}, um zu glauben, sondern ich glaube, um zu {erkennen, begreifen, verstehen}.“